# Marvel Comics
Marvel Comics és el segell principal i marca de Marvel Worldwide Inc., anteriorment Marvel Publishing, Inc. i Marvel Comics Group, editor de còmics-books i mitjans de comunicació americans. El 2009, la Walt Disney Company va adquirir Marvel Entertainment, empresa matriu de Marvel Worldwide.
Fundada el 1939 com a editorial de còmics de superherois, amb el nom de Timely Publications, Marvel es va fundar el 1939 com a Timely Publications i, a principis dels anys cinquanta, es coneixia generalment com Atlas Comics. El nom de Marvel Comics prové del primer còmic que va publicar. En diferents èpoques l'adoptaria per als còmics. Després d'anys seguint les modes el 1961, va innovar amb la creació de Fantastic Four, a la que van seguir altres superherois creats per Stan Lee, Jack Kirby, Steve Ditko i molts altres, com Spider-Man, Hulk, X-Men, Thor, Els Venjadors i Fantastic Four, així com la recuperació dels personatges més importants dels primers anys, com el Capità Amèrica i Namor. La majoria dels personatges de ficció de Marvel actuen en una sola realitat coneguda com l'Univers Marvel, on la majoria de llocs reflecteixen llocs de la vida real.

## Història

### Timely Publications
La editorial que posteriorment seria conoguda com Marvel Comics va ser fundada el 1939 amb el nom de Timely Publications de la mà d'un jove empresari de 31 anys anomenat Martin Goodman, que havia començat la seva carrera com empresari als 29 anys, amb una petita editorial de revistes pulp anomenada Western Fiction Publishing. Com van fer altres editores de pulps de l'època, Goodman va decidir ampliar l'editorial cap al negoci dels cómics, en l'época que avui es coneix com l'Edat Daurada dels còmics i per fer-ho va contractar els serveis de Funnies Inc., un taller de escriptors i dibuixants especialitzada en crear còmics per editorials que no tenien els diners o el temps suficient per crear la seva pròpia plantilla.
Amb data 31 d'agost de 1939 i data de portada octubre de 1939 sortia a la venda el primer número de Marvel Còmics, que a partir del nº2 passava a anomenar-se Marvel Mystery Comics amb el debut de la primera Torxa Humana (que després de l'aparició dels 4 Fantàstics passaria a ser coneguda com a Torxa Humana original) i l'Angel i una versió ampliada de la primera aparició de Namor, que s'havia produït a la revista Motion Picture Funnies Weekly de l'estudio Funnies Inc. La Torxa i Namor serien dos dels personatges més importants de l'editorial, comptant amb sèrie pròpia a part de continuar apareixent a Marvel Mystery Comics. L'altre gran personatge va ser debutar el 20 de desembre de 1940 enfundat en una bandera ameriana i clavant-li a la portada un cop de puny a la mandíbula al mateix Adolf Hitler. Es tractava del Capità Amèrica, creat per Joe Simon i Jack Kirby.
Simon havia estat nomenat editor de la companyia i havia negociat amb Goodman que els donarien el 25 per cent de beneficis. El primer número es va vendre en qüestió de dies i el segon va tenir una tirada superior al milió de còpies, però Simon creia que Goodman no els pagava l'acordat i va negociar amb la National (actualment D.C.). Quan Goodman va descobrir-ho els va dir que marxessin després d'acabar el desè número de Captain America Comics.
Passada la Segona Guerra Mundial va decaure l'interés pels superherois i Marvel va passar a publicar tota mena de còmics, arribant a tancar totes les sèries de superherois.

### Atlas Comics

Logotip de l'época Atlas.

A l'época en que l'editorial s'anomenava Atlas Comics, van publicar còmics bèl·lics, d'humor, de terror, de suspens, de l'oest i romàntics. El 1953, Atlas va intentar recuperar als seus tres superherois de més èxit, però pel 1955 els personatges ja havien tornat a desaparèixer dels punts de venda.
A mitjans de la dècada dels cincuanta, amb obres com Seduction of the Innocent els còmics van tenir molt mala premsa, provocant la creació del Comic Code Authority, un codi de conducta de 41 punts de caràcter conservador i protector cap al públic. Entre l'autocensura i la mala premsa el sector se'n va ressentir i Atlas no va ser una excepció. La caiguda de vendes va fer que Goodman tanqués la seva distribuïdora, Atlas News, el 1957 i arribés a un acord amb la principal distribuïdora de còmics del país, American News Company, que també va tancar. Goodman va arribar a un acord amb la gran editorial d'aquella època, DC, que va acceptar distribuir un màxim de 8 títols al mes que van deixar de presentar amb el logotip de Atlas. Per continuar publicant el màxim de títols possible, totes les seves sèries van passar a periodicitat bimestral.

### Marvel Comics
Els primers còmics dels anys seixanta en portar la marca de Marvel Comics van ser Journey into Mystery #69, una col·lecció d'històries de ciència-ficció i el còmic d'humor adolescent Patsy Walker núm. 95, ambdós amb un subtil "MC" a la portada, amb data de portada juny de 1961 at the Grand Comics Database i publicats el 6 d'abril de 1961.
Aquell any, a l'editorial que hauria de ser Marvel Comics destacava únicament pels seus còmics de monstres i ciència-ficció i pel treball de dos dels seus dibuixants, Jack Kirby y Steve Ditko. D.C. havia començat a recuperar l'interés pels superherois i Goodman li va demanar al seu editor i guionista Stan Lee una sèrie similar a la Justice League of America, que reunia a les gran estrelles de l'editorial, però l'editorial no en publicava cap, així que amb dibuix de Jack Kirby, va crear un grup totalment nou, revolucionant la indústria a partir de la creació d'Els Quatre Fantàstics, que es va guanyar el favor del públic gràcies al desenvolupament dels seus personatges, la caracterització dels quals era molt más realista que la d'altres títols superheroics.
A Fantastic Four la van seguir altres sèries de superherois com The Incredible Hulk i serials a col·leccions genèriques ja existents com Tales to Astonish protagonitzat per Ant-Man (convertint en superheroi a un científic aparegut prèviament al núm. 27 de la col·lecció, que de fet, era un remake més extens d'una història publicada al núm. 57 de Mystic) i Journey into Mystery protagonitzat per Thor. El 5 de juny de 1962, amb data de portada de setembre, apareixia Spider-Man, una aposta personal de Stan Lee, contra el criteri de Goodman, que amb dibuixos de Ditko es va convertir en un èxit immediat publicat en una revista que anava a tancar. L'any següent començaria la seva primera col·lecció, The Amazing Spider-Man, que en les dècades següents originaria la primera gran franquícia de l'editorial al voltant d'un sol personatge.
L'aparició d'aquests personatges protagonistes, i molts altres com Iron Man, Wasp, Sgt. Fury, Dr. Strange, X-Men o Daredevil, així com la formació d'un univers cohesionat, va consolidar el que es coneix com l'Edat de Plata dels còmics. Des d'aleshores és una de les dues editorials més importants de còmics nord-americans, passant en moltes époques per davant de l'eterna competidora DC Comics.
Una diferència crucial amb la competència i que ha creat legions de seguidors és que els superherois de Marvel, a diferència dels de DC, tenen una important vida privada al darrere. Per exemple, en les històries de Spider-Man és tan important la seva lluita contra els malvats com la seva lluita per arribar a final de mes o en Iron Man la seva lluita contra el seu alcoholisme. Marvel va ser la primera editorial que va humanitzar els herois, baixant-los del pedestal i dotant-los de debilitats humanes.
L'any 1968, quan venien 50 milions de comic-books l'any, Goodman va revisar l'acord de distribució que tenia amb D.C., de manera que va poder publicar tants còmics com els permetés la demanda., el que va permetre donar sèrie pròpia a personatges que la compartien fins aquell moment; era el cas del Capità Amèrica que la compartia amb Iron Man, Hulk amb Namor i Dr. Strange amb Nick Fury. El mateix any, va vendre Marvel Comics i l'empresa mare, Magazine Management, a Perfect Film and Chemical Corporation, que aviat canviaria el nom pel de Cadence Industries Corporation, que va mantenir a Goodman com a editor. El 1969, Goodman finalment va acabar el seu acord de distribució amb D.C. i va signar amb Curtis Circulation Company.
Goodman es va retirar com a editor el 1972 i el va substituir el seu fill, Chip. Poc després, Lee el va succeir com a editor i també es va convertir en president de Marvel per un breu temps. Durant aquest temps, va promoure a l'editor i escriptor Roy Thomas, com a editor en cap. Aquest va afegir "Stan Lee Presents" a la pàgina del títol de cada còmic-book.
Als anys setanta va augmentar notablement la varietat dels còmics publicats, i amb l'actualització del Comics Code, va recuperar els títols de terror (Adventure into Fear, The Tomb of Dracula, Werewolf by Night, Frankenstein) i es va expandir cap a les arts marcials (Master of Kung Fu), espasa i bruixeria (Conan el Bàrbar i Red Sonja), sàtira (Howard the Duck) i ciència-ficció (2001: A Space Odyssey, "Killraven" a Amazing Adventures, Battlestar Galactica, Star Trek i Star Wars). Algunes sèries també van ser publicades en un format de dimensions majors en revistes en blanc i negre, impreses per Curtis Magazines.
Tot i l'èxit i reconeixement dels seus personatges, Marvel ha patit importants dificultats financeres al llarg de la seva història que l'ha fet ser venuda successivament.
El 1986 l'empresa matriu, Marvel Entertainment Group, va ser venuda a New World Entertainment, que a 1988, la va tornar a vendre a MacAndrews and Forbes, propietat de Ronald Perelman, executiu de Revlon. Perelman va col·locar a la companyia al mercat de valors de Nova York i va propiciar un gran increment del nombre de títols.
A la dècada dels noranta, a la llista de còmics més venuts als Estats Units d'Amèrica vuit de cada deu eren de l'editorial Marvel, malgrat això a finals del 1996, els beneficis obtinguts varen ser molt baixos i l'empresa va acomiadar 260 treballadors i al maig del 1997, va estar a punt de fer fallida. Durant New X-men els mutants havien crescut en nombre i popularitat, i s'havia estimat que en uns anys la raça humana s'extingiria de manera natural a favor de l'homo superior. Per donar un nou impuls a la indústria, en 2005, l'editor de Marvel Comics Bill Jemas i l'editor en cap Joe Quesada en 2005 van crear House of M, un nou paradigma d'esdeveniments produint canvis permanents en els personatges i els mateixos fonaments de l'Univers Marvel es veurien alterats per sempre. Per a este fet va realitzar un dels més sonats crossovers. Va implicar tot l'univers Marvel, fent que en totes les sèries regulars es mostraren en uns números com seria la vida d'estos personatges en la Dinastia de M creada per la Bruixa Escarlata. Els esdeveniments tindrien continuïtat en Civil War, World War Hulk, Secret Invasion, Dark Reign, Siege, Faer Itself i Avengers vs. X-Men.
El 31 d'agost de 2009 The Walt Disney Company va comprar Marvel per 4 mil milions de dolars.
Marvel va tindre fa pocs anys diversos problemes amb els drets cinematogràfics d'alguns dels personatge (Spider-Man, Els 4 Fantàstics, X-Men) que havia venut a 20th Century Fox i Sony durant la seva crisi i volia recuperar. El problema es va resoldre amb l'adquisició de Fox per part de Disney a desembre de 2017.

### Marvel a Catalunya i Espanya
Les publicacions de Marvel es varen començar a publicar a Espanya mitjançant l'editorial catalana, Ediciones Manhattan, el 1961. Les primeres traduccions de còmics Marvel de superherois les va fer Ediciones Vértice, a partir d'abril de 1969 només en castellà. No seria fins al 2023 quan l'italiana Panini Comics, des de la seva sucursal a Catalunya, publicaria el primer còmic de Marvel traduït al català, A Mighty Marvel Team-Up. Spiderman - Animals, reuniu-vos!.

## Propietaris
- Martin Goodman (1939–1968)

Empresa matriu
- Magazine Management Co. (1968–1973)
- Cadence Industries (1973–1986)
- Marvel Entertainment Group (1986–1998)
- Marvel Enterprises
  - Marvel Enterprises, Inc. (1998–2005)
  - Marvel Entertainment, Inc (2005–2009)
  - Marvel Entertainment, LLC (2009–present, filial de The Walt Disney Company)

## Editors
- Abraham Goodman, 1939[33]
- Martin Goodman, 1939–1972[34]
- Charles "Chip" Goodman 1972[20]
- Stan Lee, 1972 – 1996[20][21][35]
- Shirrel Rhoades, 1996 – 1998[35]
- Winston Fowlkes, 1998 – 1999[35]
- Bill Jemas, 2000 – 2003[35]
- Dan Buckley, 2003–[36]—gener 2017[37][38]
- John Nee, gener 2018—present[37]

## Directors (Editors/ Editors-in-chief)
La posició de director de Marvel originalment portava el nom d'"editor", que supervisava totes les sèries. Posteriorment cada revista tenia el seu director, que era supervisat per l'"editor-in-chief", nou títol per distingir-lo de la resta. Joe Simon va ser el primer veritable director.
El 1994 Marvel va abolir la posició, substituint a Tom DeFalco per un grup d'editors with five group editors-in-chief.
Marvel va recuperar la posició d'"editor-in-chief" el 1995 amb Bob Harras.

### Editor
- Martin Goodman (1939–1940; només de títol)[33]
- Joe Simon (1939–1941)
- Stan Lee (1941–1942)
- Vincent Fago (en substitució de Lee, cridat a files) (1942–1945)
- Stan Lee (1945–1972)
- Roy Thomas (1972–1974)
- Len Wein (1974–1975)
- Marv Wolfman (magazines en blanc i negre 1974–1975, tota la línea 1975–1976)
- Gerry Conway (1976)
- Archie Goodwin (1976–1978)

### Editor-in-chief
- Jim Shooter (1978–1987)
- Tom DeFalco (1987–1994)
- grup de directors (1994–1995)
  - Mark Gruenwald, Universos (Avengers i Còsmics)
  - Bob Harras, Mutants
  - Bob Budiansky, Spider-Man
  - Bobbie Chase, Marvel Edge
  - Carl Potts, Epic Comics i General Entertainment[40]
- Bob Harras (1995–2000)
- Joe Quesada (2000–2011)
- Axel Alonso (2011–2017)
- C. B. Cebulski (2017–present)

## Autors
- Ann Nocenti
- Barry Windsor-Smith
- Bill Mantlo
- Brian Michael Bendis
- Brian K. Vaughan
- Chris Claremont
- Dave Cockrum
- David Mazzucchelli
- Ed Brubaker
- Frank Cho
- Frank Miller
- George Pérez
- Herb Trimpe
- Jack Kirby
- Jim Lee
- Joe Madureira
- John Buscema
- John Byrne
- John Romita Jr.
- John Romita Sr.
- Joss Whedon
- Kevin Smith
- Len Wein
- Marie Severin
- Matt Fraction
- Neal Adams
- Pasqual Ferry
- Ramon Rosanas
- Rob Liefeld
- Roy Thomas
- Sal Buscema
- Salvador Larroca
- Stan Lee
- Steve Ditko
- Tim Sale
- Warren Ellis

## Personatges
- Categoria:Personatges de Marvel Comics
- Categoria:Superdolents de Marvel
- Categoria:Superherois de Marvel

## Grups
- Alpha Flight
- Els Quatre Fantàstics
- Defenders
- Excalibur
- Generation X
- Guardians of the Galaxy (equip de 1969)
- Guardians of the Galaxy (equip de 2008)
- Morlocks
- The New Avengers
- New Mutants
- New Warriors
- Runaways
- S.H.I.E.L.D.
- Venjadors
- X-Factor
- X-Force
- X-Men